# Hong Kexin
Det här är en artikel om en person med kinesiskt personnamn; Hong är familjenamnet.
Hong Kexin (kinesiska: 洪可新), född 6 januari 2003, är en kinesisk brottare som tävlar i fristil.

## Karriär
Vid olympiska sommarspelen 2024 i Paris tog Hong brons i 57 kg-klassen efter att ha besegrat brasilianska Giullia Penalber i bronsmatchen.